# 波因特冰原島峰
80°37′S 29°0′W / 80.617°S 29.000°W
波因特冰原島峰（英語：Pointer Nunatak）是南極洲的冰原島峰，位於科茨地，處於韋奇嶺以東，屬於沙克爾頓山脈的一部分，海拔高度1,245米，在1957年由英聯邦探險隊繪入地圖。